# Aproximació de Hagen-Rubens
L'aproximació de Hagen-Rubens s'utilitza en òptica per a relacionar la reflectància amb la conductivitat del material. És necessari que el material sigui bon conductor, és per això que és de gran utilitat en òptica de metalls. Cal tenir present, però, que com tota aproximació, té els seus límits.
L'aproximació és possible si tenim en compte que la constant dielèctrica del material és negligible enfront del seu índex de refracció. Això només serà possible amb freqüències altes, i per tan, quan la longitud d'ona del flux incident sigui gran.
(1) {\displaystyle n^{2}\simeq {\sigma  \over 2\pi \epsilon _{0}\nu }\gg \epsilon _{r}}
On:
n és l'índex de refracció del material.
σ és la conductivitat del material.
{\displaystyle \epsilon _{0}} és la permitivitat del buit.
{\displaystyle \nu } és la freqüència
{\displaystyle \epsilon _{r}} és la constant dielèctrica del material en el medi.
Aleshores, aplicant l'equació (1) a la llei de Beer obtenim l'aproximació de Hagen-Rubens:
{\displaystyle R=1-{4 \over 2n}=1-4{\sqrt {\pi \epsilon _{0}\nu  \over \sigma }}}
Com s'ha comentat abans, però, aquesta aproximació serà correcta amb longituds d'ona altes. Si ens centrem en l'espectre visible, les longituds altes seran aquelles que donin un color al metall més vermellós. O si marxem de l'espectre visible, sigui amb llum infraroja o altres, veuríem el metall transparent. Per tant, visualment, observant tan sols el color del metall, podem preveure si l'aproximació de Hagen-Rubens tindrà certa validesa o no.